# Луг
Луг је шума, гај.